# 과테말라의 행정 구역
다음은 과테말라의 행정 구역에 관한 서술이다. 과테말라는 22개의 주와 340개의 지방 자치체로 이루어져 있다.